# خوسيه دي لارا تشوريجيرا
خوسيه دي لارا تشوريجيرا (بالإسبانية: José de Lara Churriguera)‏ ‏ (القرن 18 في شلمنقة - القرن 18 ) نحات من إسبانيا.